# Dominique Rodgers-Cromartie
Dominique Reshard Rodgers-Cromartie (Bradenton, 7 aprile 1986) è un giocatore di football americano statunitense che milita nel ruolo di cornerback per i Washington Redskins della National Football League (NFL). Fu scelto nel corso del primo giro (16º assoluto) del draft NFL 2008 dagli Arizona Cardinals. Nella sua carriera giocò anche per i Philadelphia Eagles, per i Denver Broncos, i New York Giants e gli Oakland Raiders. Al college giocò a football all'Università statale del Tennessee.

## Carriera universitaria
Al college, Rodgers-Cromartie giocò per Tennessee State dal 2004 al 2007. Nella sua carriera universitaria dimostrò di avere eccezionali doti atletiche. Scese in campo anche come kick returner e come wide receiver nel suo anno da senior.
In 39 partite da titolare con i Tigers, i quarterback avversari completarono solamente 55 passaggi su 161 tentati (34,16%) nelle vicinanze di Rodgers-Cromartie.

## Carriera professionistica

### Arizona Cardinals
Rodgers-Cromartie fu scelto nel corso del primo giro del Draft NFL 2008 dagli Arizona Cardinals. Il 25 luglio 2008, firmò un contratto quinquennale da 15,1 milioni di dollari, di cui 9 milioni garantiti. Indossò come numero di maglia il 29. Venne promosso a nickelback titolare per la stagione 2008, dopo ai titolari Roderick Hood ed Eric Green. Nella partita dell'undicesimo turno contro i Seattle Seahawks, Rodgers-Cromartie intercettò il quarterback Matt Hasselbeck per due volte, il secondo intercetto segno la vittoria dei Cardinals 26–20. Nella partita del quattordicesimo turno contro i St. Louis Rams, Rodgers-Cromartie ritorno un intercetto per un touchdown da 99 yard, assicurando la vittoria alla squadra e di conseguenza il titolo della division. Nel Wild Card Game del 2008 contro gli Atlanta Falcons, Rodgers-Cromartie intercettò il quarterback Matt Ryan una volta. Nella partita della division contro i Carolina Panthers, Rodgers-Cromartie intercetto un passaggio da Jake Delhomme nella red zone durante il secondo quarto. Rodgers-Cromartie aiutò i Cardinals a raggiungere il Super Bowl per la prima volta nella storia della franchigia, dopo aver sconfitto i Philadelphia Eagles nel NFC Championship Game per 32–25. Nel Super Bowl XLIII contro i Pittsburgh Steelers, Rodgers-Cromartie registrò cinque placcaggi e due passaggi difesi; i Cardinals persero per 23–27.
Nella stagione 2009 Rodgers-Cromartie registrò 50 placcaggi e sei intercetti venendo selezionato per la partecipazione al suo primo Pro Bowl, a cui non prese parte a causa di un infortunio sofferto durante la partita dei divisional play-off contro i New Orleans Saints.
Nella stagione 2010, Rodgers-Cromartie registrò 44 placcaggi totali e tre intecetti, due dei quali risultarono in touchdown.

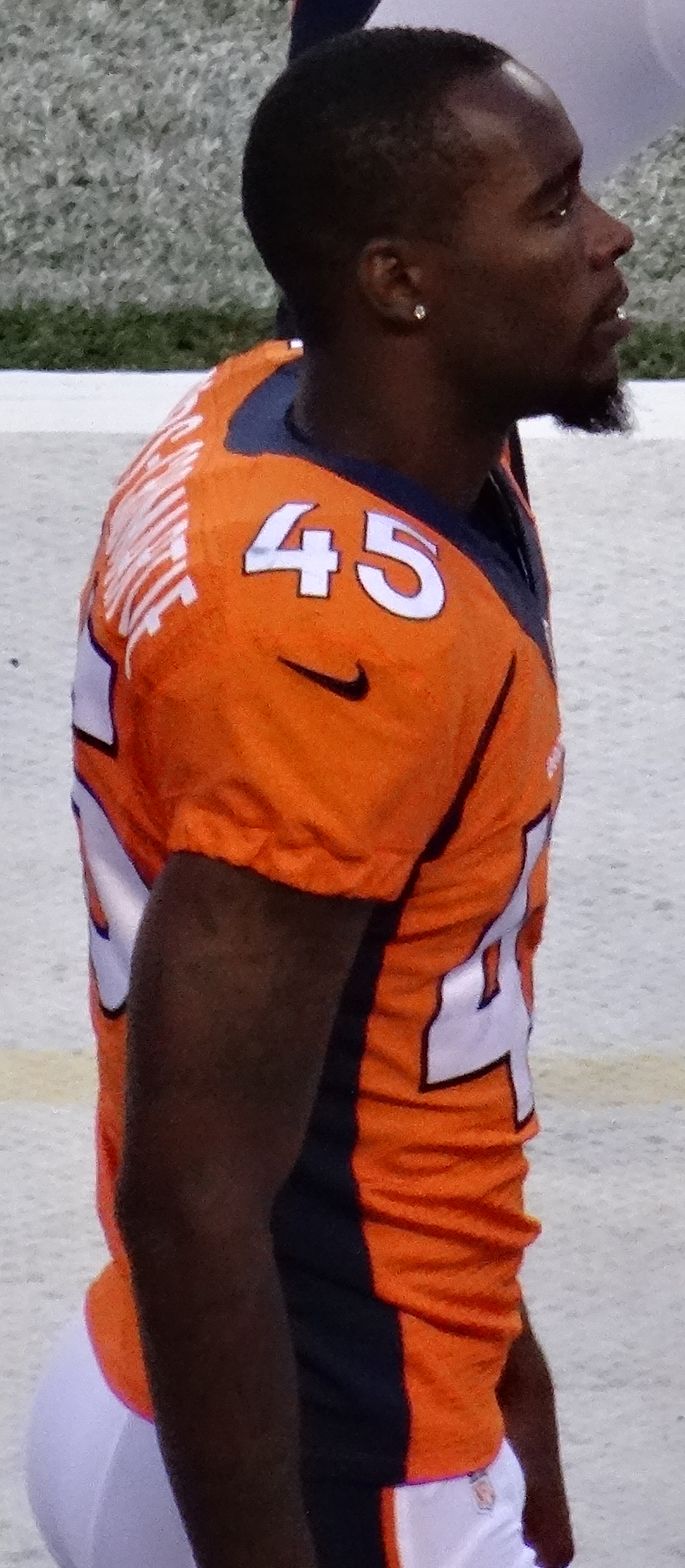
Rodgers-Cromartie coi Broncos nel 2013

### Philadelphia Eagles
Il 28 luglio 2011, Rodgers-Cromartie venne scambiato con una scelta nel secondo giro ai Philadelphia Eagles per il quarterback Kevin Kolb Non ebbe tuttavia molte occasioni di mettersi in luce durante il primo anno con la nuova squadra a causa della presenza di Nnamdi Asomugha e Asante Samuel, i due cornerback titolari della squadra, e per la prima volta concluse la stagione senza alcun intercetto.
Nel 2012 Rodgers-Cromartie ebbe la possibilità di giocare come titolare per la squadra a causa dello scambio di Samuel con gli Atlanta Falcons. Gli Eagles faticarono per tutto l'anno concludendo con sole quattro vittorie. Il cornerback ntercettò due passaggi contro i Cleveland Browns e uno contro i New York Giants, totalizzando 17 passaggi deviati.

### Denver Broncos
Il 13 marzo 2013, Rodgers-Cromartie firmò un contratto di un anno da $5 milioni con i Denver Broncos dopo essere diventato free agent. Il primo intercetto con la nuova maglia lo fece registrare nella settimana 2 ai danni di Eli Manning. Nella settimana 8 intercettò un passaggio del quarterback dei Washington Redskins Kirk Cousins ritornandolo per 75 yard in touchdown, oltre a mettere a segno 5 tackle e tre passaggi deviati che gli fruttarono il premio di miglior difensore della AFC della settimana. Nella settimana 16 contro gli Houston Texans, i Broncos si aggiudicarono la vittoria della propria division e DRC mise a segno il terzo intercetto stagionale. Partì come titolare nel Super Bowl XLVIII contro i Seattle Seahawks ma i Broncos furono battuti in maniera netta per 43-8.

### New York Giants

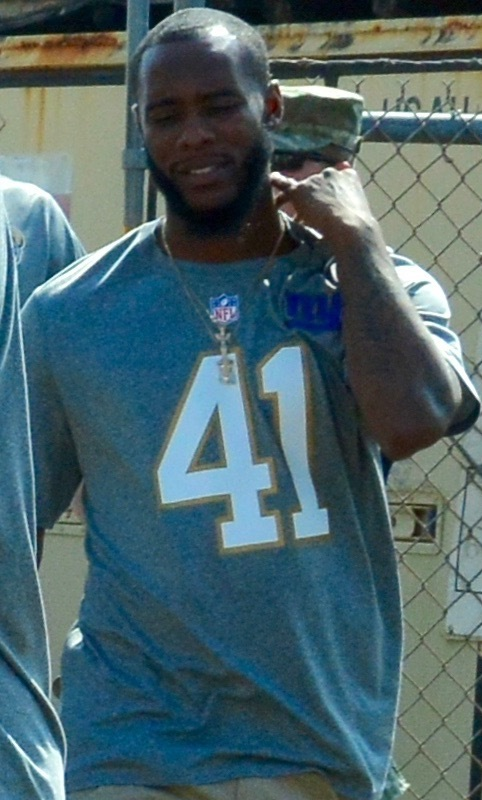
Rodgers-Cromartie prima del Pro Bowl 2016

Il 17 marzo 2014, Rodgers-Cromartie firmò coi New York Giants un contratto quinquennale. Il primo intercetto con la nuova maglia lo fece registrare nella vittoria della settimana 3 sui Texans. L'anno successivo mise a segno un nuovo primato personale di 58 placcaggi, convocato per il secondo Pro Bowl in carriera al posto dell'infortunato Malcolm Butler.
Nell'ultima gara della stagione regolare 2016, Rodgers-Cromartie fu premiato come difensore della NFC della settimana dopo avere fatto registrare 3 tackle, 2 intercetti e un sack nella vittoria per 19-10 sui Washington Redskins. A fine anno si classificò al secondo posto nella NFL con 6 intercetti, venendo inserito nel Second-team All-Pro.
L'11 ottobre 2017, Rodgers-Cromartie venne sospeso temporaneamente dopo aver lasciato la struttura della squadra ingiustificatamente. La sospensione arrivò dopo una discussione tra Rodgers-Cromartie e il capo-allenatore Ben McAdoo sul fatto che DRC venne tirato fuori dalla partita del quinto turno. Successivamente venne rivelato che Rodgers-Cromartie lasciò la struttura solo dopo aver ricevuto la comunicazione della sospensione da McAdoo. Il giorno successivo, il 12 ottobre, i Giants annunciarono ufficialmente di aver sospeso Rodgers-Cromartie a tempo indeterminato. La sospensione venne ritirata il 17 ottobre.
Durante il pre-stagione 2018, dopo una stagione deludente, i Giants annunciarono che Rodgers-Cromartie avrebbe giocato come safety. l'11 marzo 2018, Rodgers-Cromartie venne svincolato dai Giants.

### Oakland Raiders
Il 23 agosto 2018, Rodgers-Cromartie firmò con gli Oakland Raiders. Il 30 ottobre 2018, dopo l'ottavo turno, annunciò il ritiro dopo 11 stagioni nella NFL.

### Washington Redskins
Al contrario di quanto affermato, il 15 marzo Rodgers-Cromartie firmò con i Washington Redskins.

## Palmarès

### Franchigia
- National Football Conference Championship: 1

Arizona Cardinals: 2008
- American Football Conference Championship: 1

Denver Broncos: 2013

### Individuale
- Convocazioni al Pro Bowl: 2

2009, 2015
- Second-team All-Pro: 1

2016
- Difensore della AFC della settimana: 1

8ª del 2013
- Difensore della NFC della settimana: 1

17ª del 2016
- PFWA All-Rookie Team - 2008

## Statistiche
| Stagione | Squadra  | Partite | Partite | Placcaggi | Placcaggi | Placcaggi | Placcaggi | Fumble | Fumble | Fumble | Intercetti | Intercetti | Intercetti | Intercetti | Intercetti | Intercetti |
| Stagione | Squadra  | P       | PT      | Comb      | Totali    | Assist    | Sack      | FF     | FR     | Yard   | Int        | Yard       | Media      | Max        | TD         | PD         |
| -------- | -------- | ------- | ------- | --------- | --------- | --------- | --------- | ------ | ------ | ------ | ---------- | ---------- | ---------- | ---------- | ---------- | ---------- |
| 2008     | ARI      | 16      | 11      | 42        | 38        | 4         | 0,0       | 0      | 1      | 0      | 4          | 157        | 39,2       | 99         | 1          | 19         |
| 2009     | ARI      | 16      | 16      | 50        | 48        | 2         | 0,0       | 3      | 0      | 0      | 6          | 77         | 12,8       | 49         | 1          | 25         |
| 2010     | ARI      | 16      | 16      | 44        | 42        | 2         | 0,0       | 0      | 0      | 0      | 3          | 86         | 28,7       | 32         | 2          | 17         |
| 2011     | PHI      | 13      | 3       | 28        | 26        | 2         | 1,0       | 0      | 0      | 0      | 0          | 0          | 0,0        | 0          | 0          | 6          |
| 2012     | PHI      | 16      | 16      | 51        | 43        | 8         | 0,0       | 0      | 0      | 0      | 3          | 14         | 4,7        | 14         | 0          | 17         |
| 2013     | DEN      | 15      | 13      | 31        | 25        | 6         | 0,0       | 0      | 0      | 0      | 3          | 75         | 25,0       | 75         | 1          | 14         |
| 2014     | NYG      | 16      | 15      | 38        | 36        | 2         | 0,0       | 0      | 0      | 0      | 2          | 26         | 13,0       | 16         | 0          | 12         |
| 2015     | NYG      | 15      | 15      | 58        | 52        | 6         | 0,0       | 2      | 1      | 57     | 3          | 72         | 24,0       | 58         | 1          | 13         |
| 2016     | NYG      | 15      | 9       | 49        | 41        | 8         | 1,0       | 1      | 0      | 0      | 6          | 28         | 4,7        | 28         | 0          | 21         |
| 2017     | NYG      | 15      | 5       | 48        | 31        | 17        | 0,5       | 0      | 0      | 0      | 0          | 0          | 0,0        | 0          | 0          | 1          |
| 2018     | OAK      | 7       | 1       | 8         | 8         | 0         | 0,0       | 1      | 0      | 0      | 0          | 0          | 0,0        | 0          | 0          | 2          |
| Carriera | Carriera | 160     | 120     | 447       | 390       | 57        | 2,5       | 7      | 2      | 57     | 30         | 535        | 16,9       | 99         | 6          | 147        |

## Vita privata
Dominique Rodgers-Cromartie è il cugino di Antonio Cromartie, giocatore di football americano per i New York Jets, anch'egli un noto cornerback.
Scelse come cognome Rodgers-Cromartie per ricordare e onorare sua madre (Rodgers) e sua nonna (Cromartie) che lo crebbero. Tiene lezioni di danza per migliorare la coordinazione del suo corpo. Il suo soprannome è DRC, cioè le iniziali del suo nome completo.